# Acrapex sinensis
Acrapex sinensis là một loài bướm đêm trong họ Noctuidae.